# 科斯莫·達夫-戈登爵士
科斯莫·艾德蒙，第五代達夫-戈登從男爵 DL（英語：Deputy Lieutenant，1862年7月22日—1931年4月20日）是一位著名的蘇格蘭地主和運動員，因為1906年雅典屆間運動會銀牌得主的身分，以及從鐵達尼號沉沒事故中生還而聞名。

## 早年生活
1862年7月22日，科斯莫·艾德蒙·達夫-戈登出生在英國倫敦，父母是科斯莫·路易斯·達夫-戈登（Cosmo Lewis Duff Gordon）和安娜·瑪麗亞·安特羅伯斯（Anna Maria Antrobus），他繼承了爵位，為第五代達夫-戈登從男爵，這個頭銜源於1813年授予他的大伯父第一代達夫-戈登從男爵詹姆斯（Sir James Duff, 1st Baronet），以表彰他在半島戰爭期間對英國皇室的援助。1772年，他的家人在西班牙創立了達夫-戈登雪利酒酒莊，該酒莊生產高品質的葡萄酒。1900年，科斯莫·達夫-戈登爵士與著名的倫敦時裝設計師「露西夫人」結婚。科斯莫·達夫-戈登爵士成為著名的擊劍運動員，在1906年雅典屆間運動會中代表英國1906年擊劍隊參賽，在重劍項目比賽中獲得銀牌。在科斯莫·達夫-戈登爵士和他的德國對手卡西米爾先生（Herr G. Casimir）最後一輪比賽中，英國國王愛德華七世和亞歷山德拉王后是場上最顯著的觀眾。科斯莫·達夫-戈登爵士在1908年夏季奧林匹克運動會組委會擔任主席，由英國奧林匹克委員會主席威廉·格倫費爾，第一代拜倫男爵任命。他還是一名防身術愛好者，在倫敦蘇荷區的巴頓術俱樂部與瑞士冠軍摔跤手亞曼·謝爾皮羅一起訓練。他是倫敦擊劍聯盟的聯合創始人，巴斯俱樂部和皇家汽車俱樂部成員。他也在家鄉威斯特麥蘭郡擔任郡治安官，靠近亞伯丁市，他的祖傳鄉村莊園馬里卡爾特所在地。

## 搭乘鐵達尼號
科斯莫·達夫-戈登爵士最為人所知的是，他在1912年與妻子露西和她的秘書勞拉·梅貝爾·弗蘭卡泰利（Laura Mabel Francatelli）從鐵達尼號沉沒事故中生還。這三人是在1號救生艇上的12人之一，其容量為40人。兩位女士較早時拒絕登上另外兩艘救生艇，因為露西拒絕與丈夫分開。
災難後的批評聲稱，科斯莫·達夫-戈登爵士違反婦女與孩童優先原則登上了救生艇，並且下水後他給予船員金錢，可能涉嫌賄賂。科斯莫·達夫-戈登爵士否認有關指控，並表示1號救生艇在降下時附近沒有其他女人和小孩。有其他證人表示，一副威廉·默多克允許科斯莫·達夫-戈登爵士陪伴妻子登上救生艇。英國沉船專員鐵達尼號沉沒調查接受了他的解釋，他因為同情船員失去了財產、工作，以及救助行動的酬謝，才給予船員金錢。儘管如此，調查也得出結論，如果1號救生艇返回沉船現場，它可能能夠拯救其他人。關於賄賂指控，該報告指出：「嚴厲指控科斯莫·達夫-戈登爵士闖入1號救生艇，賄賂船員遠離落海者的說法，是沒有根據的」。

## 後來生活和遺產
科斯莫·達夫-戈登爵士繼續在蘇格蘭的社交和體育圈活躍，後來搬到倫敦南肯辛頓居住。他從1915年起開始與妻子疏遠，直到去世，儘管他們從未離婚並仍然是朋友。他於1931年4月20日因自然原因去世，埋葬在沃金布魯克伍德公墓。
在1997年的電影《鐵達尼號》中，演員馬丁·賈維斯和羅莎琳德·艾爾斯（他們實際上也是已婚夫婦）飾演科斯莫·達夫-戈登爵士和露西·達夫-戈登夫人。在2012年電視劇《鐵達尼號》中，由演員西門·佩斯利·戴和席爾瓦斯塔·拉·其索飾演這對夫婦。

## 外部連結
- Encyclopedia-Titanica.org Sir Cosmo Duff Gordon （页面存档备份，存于）
- Family tree （页面存档备份，存于）